# 药王满族乡
药王满族乡是中华人民共和国辽宁省葫芦岛市兴城市下辖的一个民族乡。

## 行政区划
药王满族乡下辖以下村级行政区划单位：
裴屯村、叶家屯村、杜屯村、药王村、谷家屯村、立兴村、三头村、丁家村、六家子村、冯屯村和金家村。